# Dingoo A320
 (juillet 2021).
Si vous disposez d'ouvrages ou d'articles de référence ou si vous connaissez des sites web de qualité traitant du thème abordé ici, merci de compléter l'article en donnant les références utiles à sa vérifiabilité et en les liant à la section « Notes et références ».
La Dingoo A320 est une console portable miniature et une plateforme de développement ouverte de jeux libres, comportant également un ensemble d'émulateur sortie en avril 2009. Elle est aussi capable de lire des fichiers musicaux et des vidéos et supporte la 3D. Une radio interne est également présente ainsi qu'un logiciel d'enregistrement,.

## Présentation
Elle est déclinée en trois modèles, A320, A320 et A380 et s'est vendu à plus d'1 million d'exemplaires. À sa sortie en 2009, elle comporte par défaut différents émulateurs classique et utilisée par une communauté de développement vivante
Sortie en avril 2009, la console supporte les jeux 3D, l'émulation, des fonctionnalités multimédia et est ouverte sur le développement amateur.
Deux couleurs sont disponibles - blanc et noir.
Il existe également un émulateur Dingoo basé sur Qemu.

## Hardware

### Spécifications
- Processeur : Ingenic JZ4732 à 400 MHz (Architecture MIPS)
- RAM : 32 Mo
- Mémoire interne : 4 Go
- Mémoire additionnelle : MiniSD/SDHC (MicroSD/SDHC avec un adaptateur)
- Entrée : Croix Directionnelle, 2 gâchettes, 4 face, boutons Start & Select, Micro.
- Sortie : Haut parleurs Stéréo, Jack écouteur & sortie TV w/ câble inclus
- Écran : 2.8" LCD, 320×240 définition, 16 millions de couleurs
- Batterie : 3,7 V, 1 700 mAh (6,29 Wh) Li-Ion, approximativement 7 heures de fonctionnement[1]
- Formats vidéo lus : RM, MP4, 3GP, AVI, ASF, MOV, FLV, MPEG
- Formats audio lus : MP3, WMA, APE, FLAC, RA
- Radio : Tuner FM Numérique
- Enregistreur : Supporte l'enregistrement numérique de la voix et de la radio
- Base logiciel : SDK libre disponible
- Dimensions : 125 × 55,5 × 14 mm
- Poids : 110 g (avec batterie)

## Fonctionnalités

### Jeux
La ludothèque de la Dingoo se compose de créations originales ainsi que de jeux vidéo "fait-maison". Elle permet aussi l'émulation de certaines anciennes consoles de jeux.

#### Jeux originaux
Certains des jeux originaux sont disponibles en anglais et en chinois, d'autres sont uniquement sortis en chinois.
- 7 Days Salvation
- Ultimate Drift
- Dream Drift
- Dingoo Snake
- Amiba's Candy
- Hell Striker
- Decollation Warrior

#### Jeux maison
- Rubido
- MineSweeper
- AstroLander

#### Émulation
La console supporte différents émulateurs :
Systèmes informatiques
- Amiga (Uae4All)
- Amstrad CPC (Dingux Cap32, Pituka)
- Atari 800, 800XL, 130XE, 5200 (Atari 800, Dingux Atari)
- Atari ST (Dcastaway, Hatari)
- Commodore 64 (Frodo, Vice)
- MSX (Dingux MSX, Fmsx, OpenMSX)
- TI-92 (Dingux TI92)
- TI-99 (Dingux TI99)
- TO7-70 (Dingux-THOM)
- ZX Spectrum (GP2Xpectrum)

Consoles
- Atari 2600
- Atari 7800
- Atari Lynx
- Colecovision
- CP System
- CP System II
- Game Boy Advance
- NES
- Neo-Geo
- PC Engine
- Playstation
- Super Nintendo
- Mega Drive

Moteur de jeu
- ScummVM

Certains émulateurs ont été créés par la communauté :
- Game Boy et Game Boy Color
- MSX (via l'émulation de la Game Boy Advance)
- Neo-Geo Pocket
- PC Engine
- Master System et Game Gear
- WonderSwan (terminé) et WonderSwan Color (en développement)
- Odyssey
- ColecoVision

La console émule aussi certains jeux d'arcade et est compatible avec l'émulateur MAME :
- Centipede et Millipede
- Mikie
- Pac-Man et Ms. Pac-Man

### Multimédia
La Dingoo est capable de lire la plupart des formats vidéo et audio actuels (notamment les DivX). Elle dispose également d'un tuner radio FM et d'un dictaphone. La Dingoo peut aussi lire des ebooks (livres numériques).
La console n'est pas équipée de connexion Wi-Fi et Bluetooth. Elle ne peut donc pas se connecter à internet ni être reliée à une autre Dingoo. En revanche, la console dispose d'une sortie TV (RCA) qui permet de jouer ou de lire des films sur grand écran.
Le fait que la Dingoo soit une console open-source ouvre de nombreuses perspectives pour le futur, principalement le développement d'applications diverses (jeux, émulateurs, etc.). Le portage de Linux sur la Dingoo ouvre également de larges possibilités de développement.

## Firmware

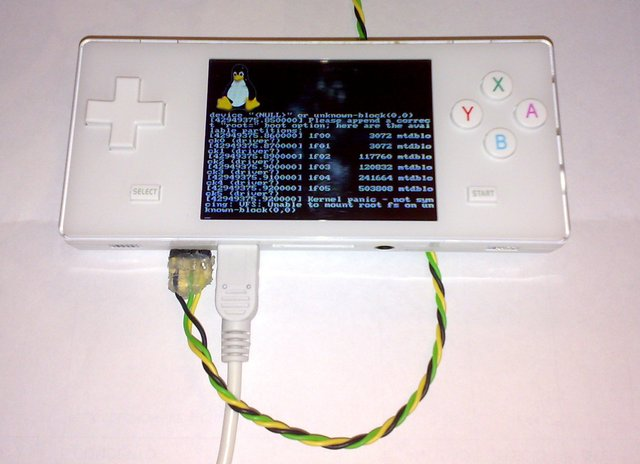
Une Dingoo tournant sur une version alpha d'un port de Linux.

### Firmware officiel
- Firmware V1.01
- Firmware V1.02
- Firmware V1.03
- Firmware V1.10 (ajout du support multilingue)
- Firmware V1.2 (ajout de trois langues dont le français)

### Firmware non officiel
L'équipe Dingoo a sorti le premier firmware non officiel avec des possibilités de personnalisation du thème par l'utilisateur. Les fichiers systèmes ont été déplacés de la mémoire cachée vers la mémoire accessible, permettant ainsi aux utilisateurs de modifier les paramètres graphiques. Ce firmware est mis à jour régulièrement.

- a320-1.03TD-1
- a320-1.03TD-2
- a320-1.03TD-3

### µC/OS-II
Le système d'exploitation natif du Dingoo A320 est µC/OS-II, un noyau de système d'exploitation multi-tâche temps réel préemptif basé sur les priorités à bas coût pour microprocesseurs, écrit principalement en C. Il est principalement destiné à être utilisé dans les systèmes embarqués. Tous les logiciels officiels pour le Dingoo A320 (y compris ses émulateurs) fonctionnent sur µC/OS-II.

### Linux
Un noyau Linux sur Google Code est sorti le 18 mai 2009.

Un installeur dual boot nommé « Dingux » est sorti le 24 juin 2009, permettant de choisir entre lancer le firmware original ou Linux sans avoir recours à une connexion à un PC. 

Des passionnés sont parvenus à faire fonctionner les versions Linux de quelques jeux : 
Prboom Engine (Doom, Hexen, Heretic, Duke Nukem 3D), Dodgin' Diamonds 1 and 2, Biniax 2, Gnurobbo, Super Transball 2, Defendguin, Waternet, Sdlroids, Spout Tyrian, Rise of the Triad, Open Liero, Reminisecence, Blockrage.
Les émulateurs suivants fonctionnent également : ScummVM, SMS Plus, Gmuplayer, gnuboy, MAME, Snes9x, PicoDrive et Nofrendo.